# Florence Parly
Florence Parly (Boulogne-Billancourt, 8 mei 1963) is een Franse ondernemer, ambtenaar en politica die van 21 juni 2017 tot 20 mei 2022 diende als minister van de Strijdkrachten in de regering van Frankrijk onder premiers Édouard Philippe en Jean Castex. Eerder was Parly onder meer staatssecretaris voor Budget (2000-2002).

## Levensloop
Ze is een dochter van Jeanne-Marie Parly, geboren Herland, Frans staatsraad, die in 2000 kabinetsdirecteur was bij Claude Allègre, minister van Nationaal Onderwijs.
Florence Parly behaalde haar diploma's bij het Institut d'études politiques de Paris (1984) en bij de École nationale d'administration (1987, promotie Fernand Braudel). In 1987 werd ze ambtenaar bij de directie voor het Budget. In maart 1991 werd ze technisch adviseur op het kabinet van Michel Durafour, minister van het Openbaar Ambt en drie maanden later op het kabinet van Paul Quilès, minister van Huisvesting en Uitrusting, en vervolgens op Binnenlandse Zaken.
In 1993 won rechts de parlementsverkiezingen en Florence Parly keerde terug naar de directie van het Budget. In 1995 werd zij lid van de Parti socialiste. In 1997 werd ze adviseur voor budgetzaken op het kabinet van premier Lionel Jospin.

### Staatssecretaris van Budget
In januari 2000 werd zij staatssecretaris voor Begroting tot in 2002. Vervolgens werkte ze op het kabinet van Laurent Fabius, minister van Financiën. Vanaf 1991 had zij een relatie met Martin Vial, directeur-generaal bij de Franse posterijen. In 2002 was Parly kandidaat bij de wetgevende verkiezingen, maar verloor met 42,92 % van de stemmen, tegen Jean-Pierre Soisson. Van 2003 tot 2005 was zij binnen de Parti socialiste nationaal verantwoordelijke voor economie en tewerkstelling.

### Politiek in Bourgondië
Van 2004 tot 2006 was Florence Parly vicevoorzitter van de Regionale Raad van Bourgondië en voorzitter van het directorium binnen het Regionaal agentschap voor de ontwikkeling van de regio Île-de-France.

### Zakenvrouw
In 2006 verliet ze de politiek en werd directrice voor de strategie van de investeringen bij Air France. In 2009 werd ze adjunct-directeur-generaal bij Air France Cargo. In 2007 sloot zij weer aan bij de Parti socialiste, eerst bij de groep Gauche avenir, een initiatief van Paul Quilès en Marie-Noëlle Lienemann. In 2008 steunde zij initiatieven van Benoît Hamon en Jean-Pierre Chevènement.
In 2013 werd ze adjunct-directeur-generaal van Passage Point en Escales France, als lid van het uitvoerend comité van Air France. Ze was bestuurder van Air France en van Ingenico Group. In 2014 werd ze algemeen directeur van de Franse spoorwegen in het vooruitzicht van grondige evoluties bij de spoorweg.

### Minister van de Strijdkrachten
Op 21 juni 2017 werd Parly door president Emmanuel Macron benoemd tot minister van de Strijdkrachten in de regering-Philippe II. Op 20 mei 2022 werd zij door Sébastien Lecornu opgevolgd.
- Gemeinsame Normdatei: 1149283122
- Système universitaire de documentation: 055671756
- Virtual International Authority File: 191609051
- WorldCat: E39PBJqfCGDQ8FGxwgx3WVCxXd